# Opportunité des poursuites en droit pénal canadien
Pour un article plus général, voir Opportunité des poursuites.
En droit pénal canadien, le principe de l'opportunité des poursuites est le principe selon lequel le ministère public décide de poursuivre, ou non, une personne soupçonnée d'avoir commis une infraction. Le pouvoir d'intenter une poursuite est un pouvoir discrétionnaire des procureurs de la Couronne. Ils doivent évaluer s'ils disposent de preuves suffisantes pour obtenir une condamnation, si l'affaire mérite réellement d'engager les ressources de l'État pour faire subir un procès à un prévenu et s'il existe d'autres motifs d'intérêt public comme la sécurité nationale ou l'existence d'enquêtes en cours qui justifient de ne pas engager de poursuites.

## Incertitude quant à la suffisance de la preuve au regard du fardeau hors de doute raisonnable
Il appartient au ministère public de décider d'intenter ou non une poursuite au regard du fardeau de preuve hors de tout doute raisonnable. Il peut y avoir des cas où le procureur de la Couronne soupçonne qu'un crime a été commis, mais qu'il estime ne pas être en mesure d'en faire la preuve hors de tout doute raisonnable. À titre d'exemple, dans l'affaire de la mort du cycliste  Clément Ouimet sur le Mont-Royal, le Directeur des poursuites criminelles et pénales a effectué des analyses avant de conclure qu'il n'y a pas lieu de déposer des accusations contre le conducteur impliqué dans la mort du cycliste, car il n'était pas convaincu d'être en mesure d'établir la culpabilité du conducteur.

## Violences jugées trop légères pour justifier une poursuite
Dans d'autres affaires, le principe d'opportunité des poursuites a un aspect qualitatif et non pas un aspect simplement probatoire, c'est-à-dire qu'il peut exister des plaintes pénales qui sont certes théoriquement fondées et susceptibles d'être prouvées mais dont l'insignifiance en droit pénal est censée être patente, les violences alléguées étant si légères qu'elles ne méritent pas de faire subir un procès à un prévenu. À titre d'exemple, dans une affaire au Québec, un juge a acquitté un garçon de 12 ans qui était poursuivi pour voies de fait au motif qu'il aurait « taquiné » sa demi-soeur alors que les deux regardaient un film. En raison de la légèreté des faits, il fut alors reproché au ministère public de ne pas avoir respecté le principe de l'opportunité des poursuites,.

## Autres raisons
Enfin, il peut y avoir des situations où à la fois une preuve solide existe et les violences commises ne sont pas négligeables, mais le ministère public choisit de ne pas poursuivre pour d'autres raisons.

### Violence socialement acceptée dans le sport
À titre d'exemple, dans un sport comme le hockey sur glace, la société canadienne dans son ensemble tient pour acquis que la violence est un élément indissociable du sport et seuls les gestes les plus graves sont susceptibles d'être poursuivis, comme l'agression commise par Todd Bertuzzi contre Steve Moore, où des accusations de voies de fait causant des lésions corporelles furent portées.

### Contrat de délateur
La décision de ne pas poursuivre peut également être motivée par les obligations de l'État aux termes d'un contrat de délateur.

### Déroulement d'enquêtes policières
Le choix de ne pas poursuivre peut être motivé pour des raisons stratégiques liées au déroulement d'enquêtes policières, lorsqu'arrêter un suspect pour l'accuser d'une infraction risquerait de compromettre des enquêtes en cours.

### Sécurité nationale
Cela peut également être motivé par des raisons d'intérêt public comme le risque de compromettre la sécurité nationale.